# Neuvy-Bouin
Neuvy-Bouin är en kommun i departementet Deux-Sèvres i regionen Nouvelle-Aquitaine i västra Frankrike. Kommunen ligger i kantonen Secondigny som tillhör arrondissementet Parthenay. År 2022 hade Neuvy-Bouin 484 invånare.

## Befolkningsutveckling
Antalet invånare i kommunen Neuvy-Bouin
| Referens: INSEE |